# بافلو فيدوسوف
بافلو فيدوسوف (بالأوكرانية: Федосов Павло Ігорович)‏ هو لاعب كرة قدم أوكراني في مركز الهجوم، ولد في 14 أغسطس 1996 في تشرنيغوف في أوكرانيا. لعب مع FC Arsenal-Kyivshchyna Bila Tserkva ‏.

## وصلات خارجية
- بافلو فيدوسوف على موقع اتحاد أوكرانيا (الإنجليزية)
- بافلو فيدوسوف على موقع قاعدة بيانات كرة القدم.إي يو (الإنجليزية)
- بافلو فيدوسوف على موقع Soccerway.com (الإنجليزية)